# 珍妮特·默里
珍妮特·默里（英語：Janet Murray，1951年2月27日—），旧姓斯坦贝克（Steinbeck），澳大利亚女子游泳运动员。她曾代表澳大利亚参加1968年夏季奥林匹克运动会游泳比赛，获得女子4×100米混合泳接力银牌。